# Seis de Birmingham
La expresión Los Seis de Birmingham hace referencia a un grupo de seis personas: Hugh Callaghan, Patrick Hill, Gerard Hunter, Richard McIlkenny, William Power y John Walker, que fueron sentenciadas a cadena perpetua en el Reino Unido en 1975, en un infame caso de montaje judicial. Se les atribuía la voladura de dos pubs en Birmingham (Inglaterra) el 21 de noviembre de 1974. Sus condenas fueron anuladas por la Corte de Apelaciones el 14 de marzo de 1991. Nunca se ha sabido quiénes fueron los verdaderos autores de la colocación de las bombas de las que se les acusó.
En 1990 Mike Beckham llevó el caso a la pantalla con el docudrama Who bombed Birmingham?, con John Hurt y Martin Shaw.